# Servìtka Rroma
Servìtka Rroma (Servy; ukr. Серви, ponekad i kao Serby, Servurya), romska etnička skupina iz Ukrajine i Rusije koji zajedno s Romima Polska Rroma ili Belim Ciganima iz Poljske, Xaladitka Rroma ili Vojničkim Ciganima ili Rusije i Bjelorusije, Ćuxnìtka Rroma iz Latvije, Lalorìtka Rroma iz Estonije i Finitika Rroma iz Finske i Švedske pripadaju široj baltičko-ruskoj podgrupi Roma.
Ponekad ih se naziva kao "Cihany s lijeve obale Dnjepra", "lijevoobalni Cigani" (Лівобережні цигани). 
Žive u istočnoj, južnoj i središnjoj Ukrajini. 
U Ukrajinu su doselili s Balkana. Predstavljaju najbrojniju skupinu ukrajinskih Roma.
Prema L. N. Čerenkovu, jezik kojim govore Servy pripada ukrajinskoj skupini romskih jezika.
Po vjeri su pravoslavni kršćani, ali su zadržali brojna tradicionalna poganska vjerovanja.
Ukrajinci su im dali ime "Servy" prema zemlji za koju su vjerovali da je zemlja podrijetla tih Roma, Srbiji. Izvorni naziv "Serby" se kasnije preobličio u "Servy".